# Червенков, Николай Николаевич
Никола́й Никола́евич Черве́нков (2 января 1948, Огородное, Измаильская область — 1 июля 2025) — советский и молдавский болгарист, деятель национального движения болгар Молдовы и Украины.

## Биография
Родился 2 января 1948 года в селе Городнее в семье потомков болгарских переселенцев.
Окончил Одесский государственный университет. Защитил кандидатскую диссертацию на тему «Болгарская эмиграция в Румынии и национально-освободительное движение в Болгарии (вторая половина 50-х — 60-х годах XIX в.» (1982), а потом стал доктором исторических наук с диссертацией на тему «Формирование идей болгарской государственности (середина ХVІІІ — 70-е гг. ХІХ в») (2003). Имел научное звание старшего научного сотрудника. Специализировался в области болгаристики в Институте истории БАН (Болгария) и Институте славяноведения РАН (Россия).
С 1972 по 2004 год работал в Академии наук Молдовы, сначала в Институте истории — младший, старший научный сотрудник, заведующий Отделом «История стран Юго-Восточной Европы», а потом в Институте межэтнических исследований — ведущий научный сотрудник, зав. секцией «Болгаристика», зам. директора института. Одновременно был доцентом Молдавского государственного университета и Кишиневского Педагогического университета им. И. Крянгэ. С 2004 по 2010 год — первый ректор, а потом профессор Тараклийского государственного университета им. Григория Цамблака.
Председатель Научного общества болгаристов Республики Молдова. Избирался членом Правления Ассоциации болгар Советского Союза, Болгарской общины Республики Молдова, Общеболгарского комитета «Васил Левски».
Умер 1 июля 2025 года в возрасте 77 лет в Молдове.

## Научная деятельность

### Научные интересы
История болгарского национально-освободительного движения, болгаро-русско-молдавских связей, болгарских переселенцев в Румынии, Молдове и Украине. Автор и соавтор более 150 научных трудов, включая 13 монографий, документальных сборников, учебников, до 200 научно-популярных статей. Научный руководитель международных проектов и конференций, ответственный редактор альманаха «Български хоризонти».

## Награды
- Орден Республики Молдова «Глорие Мунчий»
- Орден «Святые Кирилл и Мефодий» I степени (2018, Болгария)

Почетные знаки:
- Президента Республики Болгария
- БАН «Марин Дринов»
- Софийского университета «Климент Охридски»
- Молдавской академии наук «Признание»
- Общеболгарского комитета «Васил Левски»
- Почётный гражданин города Тараклия, Республика Молдова.